# Neanche gli dei
Neanche gli dei (The Gods Themselves) è un romanzo di fantascienza del 1972 scritto da Isaac Asimov.
Ha vinto entrambi i maggiori riconoscimenti della letteratura fantascientifica, il Premio Hugo e il Premio Nebula.

## Trama
Il libro è diviso in tre parti principali, originalmente pubblicate su rivista come tre storie consecutive. La storia principale è una cospirazione da parte di alieni che abitano un Universo parallelo con leggi fisiche diverse da quelle note, con l'intento di ottenere energia trasformando il sole in una supernova. I titoli delle tre parti formano, tutti insieme, una frase unica. Esse sono le seguenti:
1. Contro la stupidità...
2. ... Neanche gli dei...
3. ... Possono nulla?

### Contro la stupidità...
La prima parte si svolge sulla Terra. Ambientata quasi un secolo dopo la "grande crisi", dove la popolazione mondiale, in seguito al collasso ecologico ed economico, è ridotta da 6 miliardi a solamente 2 miliardi. Il radiochimico Frederick Hallam mentre sta lavorando ad un progetto, scopre sul suo tavolo un barattolo che avrebbe dovuto contenere del tungsteno e cerca di capire cosa sia. 
Sebbene non sia molto dotato, Hallam dopo numerose analisi scopre che il barattolo contiene un isotopo del plutonio con numero di massa 186. L'esistenza di tale isotopo è impossibile dal punto di vista teorico: sarebbe dovuto decadere velocemente in tungsteno 186, trasformandosi, mentre il materiale del misterioso campione risultava stabile e decadeva solo molto lentamente.
Si scopre che il plutonio proveniva da un universo parallelo con leggi fisiche differenti, cosicché in quella realtà parallela il plutonio era stabile. Questa scoperta permette la creazione di una pompa che produce energia apparentemente pulita attraverso uno scambio di materia (dove il plutonio 186 decade in tungsteno 186 nel nostro universo e viceversa nell'altro il tungsteno decade in plutonio) tra i due universi. 
Tuttavia un fisico giovane e idealista, Peter Lamont, scopre che la "pompa" genera un cambiamento delle leggi della fisica in ambedue gli universi, e in particolare della Forza forte. Egli teorizza, infatti, che le leggi fisiche dei due universi, entrando in contatto, tendano a "uniformarsi" ovvero a generare in entrambi i mondi una legge "intermedia" tra le due. Questi cambiamenti mettono in pericolo la stabilità del Sole, causando la sua implosione nel nostro universo e lo spegnimento nell'altro. Questo cambiamento delle leggi viene ritenuto irrilevante. I suoi tentativi di mettere in guardia i potenti per evitare le conseguenze catastrofiche dello scambio sono respinte sdegnosamente. Lamont decide di informare i "para-uomini" di fermare l'uso della Pompa, ma un collega, Bronowski, gli dice che dall'altro lato non ci sono autorità del Para-universo, ma probabilmente dei dissidenti come loro che non hanno il potere di fermare la pompa. L'ultimo messaggio implora alla Terra di fermare tutto.

### ...Neanche gli dei...
La seconda parte si svolge nel Parauniverso e viene descritto dettagliatamente il mondo alieno. In questo mondo vi sono due specie, i morbidi ed i duri. Nella prima ci sono tre sessi con ruoli ben definiti:
- Alieno Razionale: sono gli alieni più predisposti per l'attività intellettuale e vengono istruiti dai Duri per migliorare al massimo le loro capacità intellettive; sono il sesso "dominante": sono infatti loro a decidere quando è giunto il momento di trapassare e quando è il momento di formare la triade. Di solito dedicano una scarsa attenzione ai figli, preferendo dedicarsi pienamente all'apprendimento e all'allenamento intellettivo. Hanno un ottimo intuito dimostrando di essere molto intelligenti, oltre che molto apprensivi. Essi forniscono il seme per la riproduzione. Sono anche il sesso più "compatto": infatti gli esseri alieni sono come delle specie di nubi atomiche più o meno dense a seconda dell'umore o a seconda dei momenti; sono anche chiamati Sinistro e sono rappresentati da Odeen.
- Alieno Paterno: sono gli alieni che si dedicano alla prole; sono per ciò intellettivamente di gran lunga inferiori sia ai razionali che alle emotive, tanto da non riuscire in molti casi addirittura a parlare a causa della loro limitata capacità di comprensione ed hanno come fine ultimo la procreazione e lo sviluppo della Triade (ogni alieno fa parte di una Triade dove è presente un rappresentante di tutti e tre i sessi). Fungono anche da "incubatrice", cioè ospitano il piccolo al loro interno nello sviluppo fino alla nascita. Non sono sempre razionali e cercano di perseguire il loro fine primario in ogni modo. Sono anche chiamati Destro e rappresentati da Tritt.
- Alieno Emotiva: sono gli alieni più rarefatti (più dei Paterni e molto di più dei Razionali) tanto che possono anche "fondersi" nelle rocce (entrando coi loro atomi in quelli del minerale). Sono fondamentali per una fusione (il corrispettivo alieno del rapporto sessuale) in quanto sono quelli che forniscono gran parte dell'energia necessaria ed è per questo che rimangono molto tempo esposti alla luce del sole per "caricarsi" adeguatamente. Sono anche chiamati Medio e rappresentati da Dua. Forniscono l'energia durante la riproduzione perché il seme e l'ovulo si incontrino e sono inoltre indispensabili per legare gli altri due sessi.

Al termine della seconda parte del romanzo, Asimov rivela come I Duri altro non siano che un'unione definitiva dei tre tipi di alieni precedentemente descritti. Questi, fusi permanentemente (quindi "dentro" di loro ci sono tutti e tre i sessi precedenti), possiedono delle capacità intellettive particolarmente sviluppate. Inoltre, provano dolore al contatto con gli altri esseri "Morbidi" (ovvero, i tre sessi separati). Hanno un linguaggio diverso da quello dei morbidi, comprensibile solo ai razionali.
L'universo parallelo è diverso perché la forza nucleare forte è molto più elevata. Pertanto, le loro stelle sono molto più piccole (una stella come le nostre esploderebbe immediatamente), ed essi provano a sfruttare questa differenza con il nostro universo nel modo descritto sopra. I tentativi di Dua per invertire questo processo sono vani come quelli di Lamont, perché nessuno crederebbe alla veridicità delle tavolette spedite a Lamont (che ha perso molta stima e credibilità, contestando Hallam e definendolo un inetto) e anche perché Dua, diventando un Duro assieme agli altri due membri della sua triade, si scopre essere il principale fautore del piano per la distruzione dei terrestri (elaborato durante le fusioni parziali avvenute in precedenza, preparative a quella permanente)

### ...Possono nulla?
Nella terza parte, sulla Luna, il cinico ex radiochimico di mezza età Denison, che era stato messo al corrente del pericolo da Lamont nella prima parte, trova una soluzione che non reca danno a nessuno e da cui l'umanità può trarre grande beneficio: egli fa ricorso ad un altro universo parallelo, che esiste in uno stato pre-big bang (un uovo cosmico o cosmeg), dove le leggi fisiche sono diverse nella direzione opposta a quelle dell'universo di Dua, ovverosia si ha una forza forte molto più labile. Lo scambio con il secondo universo parallelo produce più energia a costo zero (che è un effetto alquanto gradevole per i Lunariti, che non erano riusciti a installare una pompa elettronica), e bilancia i cambiamenti introdotti dall'uso della Pompa Elettronica, causando un ritorno dell'equilibrio. Il fisico è aiutato da una guida turistica lunarita chiamata Selene, che è segretamente un'Intuitiva, un umano normale con intuizioni super-umane. Alla fine, Selene e Denison sventano anche un piano per usare la nuova fonte di energia per portare la Luna lontano dall'orbita della Terra. Il romanzo termine nell'abbraccio dei due che si baciano scoprendo di amarsi.

## Concezione della storia
In una lettera del 12 febbraio 1982 Asimov scrive che questo è il suo romanzo di fantascienza preferito.
L'ispirazione di Asimov per il titolo del libro e le sue tre sezioni, è una citazione da Friedrich Schiller (1759 - 1805): "Mit der Dummheit kämpfen die Götter selbst vergebens" ("Contro la stupidità neanche gli dei possono nulla.")
Asimov descrive una conversazione nel gennaio 1971 quando Robert Silverberg si doveva riferire ad un isotopo di un atomo, semplicemente uno arbitrario, come esempio. Silverberg disse 186Plutonio. "Non esiste un tale isotopo" disse Asimov, "e non può esistere". "E quindi?" rispose Silverberg. Più tardi Asimov inventò sotto quale condizione il 186Plutonio sarebbe potuto esistere, e quali complicazione e conseguenze avrebbe portato. Doveva appartenere ad altro universo con altre leggi fisiche. E iniziò a scrivere le sue idee, che gradatamente divennero questo libro.
Asimov prese i nomi degli alieni immaturi - Odeen, Dua, e Tritt - dalle parole Uno, Due e Tre nella lingua della sua Russia natale. Il nome dell'alieno maturo, Estwald, è forse ispirato dal tedesco-russo Wilhelm Ostwald (1853 - 1932), inventore del processo Ostwald, una chiave di sviluppo nella produzione di fertilizzanti e di esplosivi.
Il racconto di Asimov Gold, uno degli ultimi che ha scritto durante la sua vita, descrive gli sforzi di alcuni animatori informatici per creare un "compu-drama" dalla seconda parte del romanzo.

## Edizioni
- Isaac Asimov, The Gods Themselves, Doubleday, 1972,  p. 288, ISBN 0-385-02701-X.
- Isaac Asimov, Neanche gli dei, collana Urania n° 608, Arnoldo Mondadori Editore, 1972.
- Isaac Asimov, Neanche gli dei, traduzione di Beata Della Frattina, collana Oscar fantascienza n° 105, Arnoldo Mondadori Editore, 1993,  p. 336, ISBN 88-04-36658-3.